# The Post and Courier
The Post and Courier è un quotidiano statunitense della città di Charleston, nello stato della Carolina del Sud. Vanta due Premi Pulitzer: uno per il miglior editoriale (1925) ed uno per il miglior giornalismo di pubblico servizio (2015).

## Storia
Nel 1873 due quotidiani di Charleston, The Charleston Courier, fondato nel 1803, ed il Charleston Daily News, fondato nel 1865, furono uniti in una nuova testata chiamata The News and Courier. Nel 1926 il giornale fu acquistato da Robert Manigault, un imprenditore locale il cui padre Arthur aveva comprato trent'anni prima un altro quotidiano di Charleston l'Evening Post.
Nel 1991 i due giornali della famiglia Manigault vennero uniti in una nuova testata: The Post and Courier.